# Segunda batalla de Jorramchar
La segunda batalla de Jorramchar (conocida también como la Liberación de Jorramchar) fue la recaptura por tropas iraníes de la ciudad portuaria de Jorramchar, provincia de Juzestán, Irán -que estaba ocupada por tropas de Irak- el 24 de mayo de 1982, durante la guerra Irán-Irak. La ciudad estaba en manos iraquíes desde el 26 de octubre de 1980 y su retoma fue parte de la Operación Beit ol Moqaddas. Por ser un punto importante en la guerra la liberación es celebrada en Irán el 24 de mayo de cada año. 

## La batalla
La ciudad permaneció en manos iraquíes hasta abril de 1982 cuando Irán lanzó la Operación Beit ol Moqaddas para retomar Juzestán. El primer ataque (del 24 de abril al 12 de mayo) consistió de 70 000 Pasdaran (miembros de los Cuerpos de la Guardia Revolucionaria Islámica, CGRI) dirigidos por Hossein Jarrazi, y echaron a las tropas iraquíes fuera del área de Ahwaz-Susangerd. Estas salieron hacia Jorramchar y el 20 de mayo lanzaron un contraataque que fue rechazado.
Los iraníes lanzaron todo un asalto sobre Jorramchar, tomando 2 de las líneas de defensa en la región de Pol-e No y Shalamcheh. Ellos tomaron el río Shatt al-Arab (conocido como Arvand Rud en Irán), rindiendo la ciudad y, en consecuencia, iniciaron el segundo sitio. Los iraníes finalmente tomaron la ciudad el 24 de mayo tras 2 días de dura lucha.

## Consecuencias
Los CGRI capturaron a 19 000 soldados del desmoralizado ejército iraquí. El aniversario de la liberación es celebrado en Irán cada año. Por otro lado Saddam Huseín estaba disgustado y lleno de ira por la derrota en Jorramchar. Ordenó la ejecución de altos oficiales iraquíes responsables de defender la ciudad.